# Lucas Daubermann
Lucas Daubermann (sinh ngày 18 tháng 3 năm 1995) là một cầu thủ bóng đá người Brasil.

## Sự nghiệp câu lạc bộ
Lucas Daubermann đã từng chơi cho Kataller Toyama.